# Eselsmesse
Die Eselsmesse (auch Eselsfest, lat. Festum Asinorum oder asinaria festa, franz. Fête de l’âne) war im Mittelalter eine Art Karnevalsveranstaltung mit religiösen, humorvollen und erotischen Aspekten, eine Sonderform der verbreiteten „Narrenmessen“. 
Ursprünglich war das Eselsfest zur Erinnerung an die Flucht nach Ägypten (Mt 2,13–15 ) entstanden und wurde vielerorts am 14. Januar gefeiert: Ein junges Mädchen wurde in der Rolle der Jungfrau Maria mit einem Kleinkind auf einen Esel gesetzt und in Prozession durch den Ort zur Kirche geführt, wo eine heilige Messe gefeiert wurde.   
Mit der Zeit entwickelte die Eselsmesse sich zu einem ausgelassenen Narrenfest, in dessen Mittelpunkt eine persiflierte Messe im Stile der zeitgenössischen Parodie mit erotisch-zweideutigem „Messgesang“ stand. Auch heidnische Rituale wie die Saturnalien dürften in der Entstehung eine Rolle gespielt haben. Die Teilnehmer trugen Tierkostüme. Man ließ die liturgischen Gesänge auf hinham enden und antwortete dem „Segen“ des für diesen Tag ernannten Narrenbischofs mit Tierlauten. In der Sequenz wurde das Lob des Esels gesungen und an den alttestamentlichen Esel Bileams erinnert (Num 22,22–35 ).
Für die niederen Ränge des Klerus war die Eselsmesse eine Möglichkeit, einmal im Jahr ein Ventil für die ansonsten strengen Regeln des klösterlichen oder kirchlichen Lebens zu finden. Hohe Würdenträger waren ihrer Macht für einen Tag beraubt und sahen dem Treiben mit gemischten Gefühlen zu; vorübergehende Versuche, die Festivitäten in geregeltere Bahnen zu leiten, waren wenig erfolgreich.   
Der Esel gilt seit dem Altertum als Symboltier für Phallus und Fruchtbarkeit, auch kommt er in biblischen und apokryphen Erzählungen zum Leben Jesu vor. In mittelalterlichen Bräuchen und Zeremonien spielte der Esel eine wichtige Rolle.
Hinweise auf die Eselsmesse finden sich schon im 9. Jahrhundert in Frankreich. Victor Hugo beschrieb in seinem Roman Der Glöckner von Notre-Dame eine Fête des Fous. Ihren Höhepunkt hatten solche Formen im Hochmittelalter. Während der Reformation gab es noch einzelne parodistisch gefärbte Streitschriften, aus späterer Zeit sind keine vergleichbaren Formen bekannt.